# Warren Mitchell

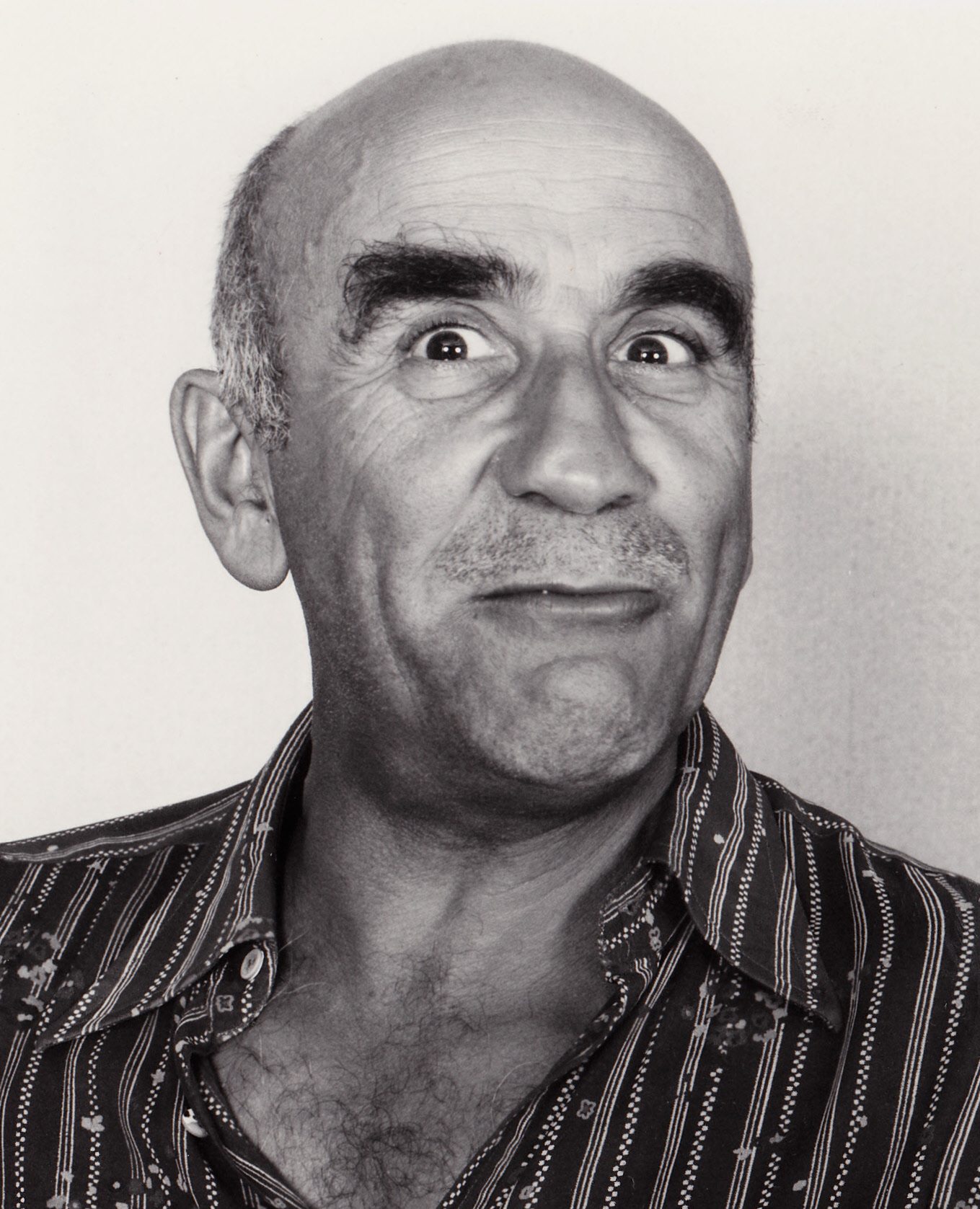
Warren Mitchell (1978)

Warren Mitchell (* 14. Januar 1926 in Stoke Newington, County of London, als Warren Misell; † 14. November 2015 in Highgate, London) war ein britischer Schauspieler.

## Leben und Karriere
Warren Mitchell kam aus einer jüdisch-orthodoxen Familie, seine Mutter starb, als er dreizehn war. Er nahm zunächst ein Chemiestudium am University College in Oxford auf, das er aber 1944 abbrach, um gemeinsam mit seinem Freund Richard Burton in der Royal Air Force zu dienen. Burton ermunterte ihn auch zu einer Schauspielkarriere und schließlich studierte Mitchell an der Royal Academy of Dramatic Art. Er war zunächst überwiegend am Theater tätig und war während der 1950er-Jahre in den beliebten Radioserien Educating Archie and Hancock’s Half Hour zu hören. Ab den späten 1950er Jahren war der früh glatzköpfige Schauspieler regelmäßig in Kinofilmen zu sehen, wobei er schon früh ältere Charaktere spielte, etwa als Professor im Horrorfilm Die Teufelswolke von Monteville (1958).
Einem breiten Publikum wurde er durch die Rolle des reaktionären Cockneys Alf Garnett in der Fernsehserie Till Death Us Do Part bekannt, die zwischen 1965 und 1975 produziert wurde. Bei den British Academy Television Awards wurde er hierfür 1967 mit dem Preis als bester Schauspieler ausgezeichnet. 1969 und 1972 erschienen auch zwei Kinofilme mit Alf Garnett. Das von Johnny Speight geschriebene Till Death Us Do Part bildete in den 1970er-Jahren das Vorbild für die Fernsehserien All in the Family in den USA und Ein Herz und eine Seele, in denen Carroll O’Connor (als Archie Bunker) bzw. Heinz Schubert (als „Ekel“ Alfred Tetzlaff) Mitchells Rolle des rassistischen Familienoberhaupts verkörperten. Mitchell spielte die Rolle des Alf Garnett später noch in den Fernsehserien Till Death… (1981) und In Sickness and Health (1985–1992) sowie dem Fernsehspecial A Word with Alf (1997). Dem politisch eher linksgerichteten Mitchell war die Popularität des Alf Garnett bei vielen Briten, die ihn als eine Art Nationalheld sahen, eher unheimlich.
Obwohl Mitchell vom Publikum überwiegend mit dieser Rolle identifiziert wurde, erhielt er durch sie in späteren Jahren viele lohnende Charakterrollen, wie in Terry Gilliams Fantasyfilm Jabberwocky eine größere Nebenrolle. 1979 gewann er für seine Darstellung des Willy Loman in Tod eines Handlungsreisenden von Arthur Miller den Laurence Olivier Award. Einen weiteren Laurence Olivier Award holte er 2004 für seinen Auftritt als betagter Möbelhändler in Der Preis, einem weiteren Theaterstück von Miller. Noch mit über 80 Jahren stand Mitchell auf der Bühne.
Mit seiner Ehefrau Connie war er von 1951 bis zu seinem Tod verheiratet, sie hatten drei Kinder. Da sein Sohn später nach Australien auswanderte und Mitchell dort viel Zeit verbrachte, nahm er auch die Staatsbürgerschaft dieses Landes an. Er starb zwei Monate vor seinem 90. Geburtstag in seiner Geburtsstadt London.

## Filmografie (Auswahl)
- 1954: Five Days
- 1957: Kapitän Seekrank (Barnacle Bill)
- 1958: Die Teufelswolke von Monteville (The Trollenberg Terror)
- 1959: Die Würger von Bombay (The Stranglers of Bombay)
- 1959: Die grüne Minna (Two-Way-Stretch)
- 1960: Die gestohlene Million (The Boy Who Stole a Million)
- 1960–1961: Geheimauftrag für John Drake (Danger Man; Fernsehserie, 3 Folgen)
- 1961: Der Fluch von Siniestro (The Curse of the Werewolf)
- 1961: Der römische Frühling der Mrs. Stone (The Roman Spring of Mrs. Stone)
- 1961: Herein ohne anzuklopfen (Don’t Bother to Knock)
- 1962: Ein Königreich für einen Affen (Operation Snatch)
- 1962–1963: Simon Templar (The Saint) (Fernsehserie, 3 Folgen)
- 1963: Der Gehetzte von Soho (The Small World of Sammy Lee)
- 1963–1967: Mit Schirm, Charme und Melone (The Avengers; Fernsehserie, 4 Folgen)
- 1964: Ist ja irre – Cäsar liebt Cleopatra (Carry On Cleo)
- 1965: Hi-Hi-Hilfe! (Help!)
- 1965: Der Spion, der aus der Kälte kam (The Spy Who Came in from the Cold)
- 1965: The Night Caller
- 1965: Heiße Ware – Kalte Füße (The Intelligence Men)
- 1965–1975: Till Death Us Do Part (Fernsehserie, 54 Folgen)
- 1966: Versprich ihr alles (Promise Her Anything)
- 1967: Minirock und Kronjuwelen (The Jokers)
- 1969: Mörder GmbH (The Assassination Bureau)
- 1969: Banditen auf dem Mond (Moon Zero Two)
- 1969: Till Death Us Do Part
- 1972: The Saga of Alf Garnett
- 1972: Wer zuletzt lebt, lebt am besten (Innocent Bystanders)
- 1973–1974: Men of Affairs (Fernsehserie, 15 Folgen)
- 1975: Die Füchse (The Sweeney; Fernsehserie, 1 Folge)
- 1977: Jabberwocky
- 1979: Meetings with Remarkable Men
- 1981: Till Death… (Fernsehserie, 6 Folgen)
- 1982: Die Hunde sind los (The Plague Dogs; Stimme)
- 1985–1992: In Sickness and in Health (Fernsehserie, 47 Folgen)
- 1986: R.A.M.S. – 3 Frauen und kein Baby (Foreign Body)
- 1997: A Word with Alf (Fernsehshow)
- 1998: Crackers
- 2002: Waking the Dead – Im Auftrag der Toten (Fernsehserie, 2 Folgen)
- 2006: The 10th Man (Kurzfilm)